# Luisendenkmal (Gransee)

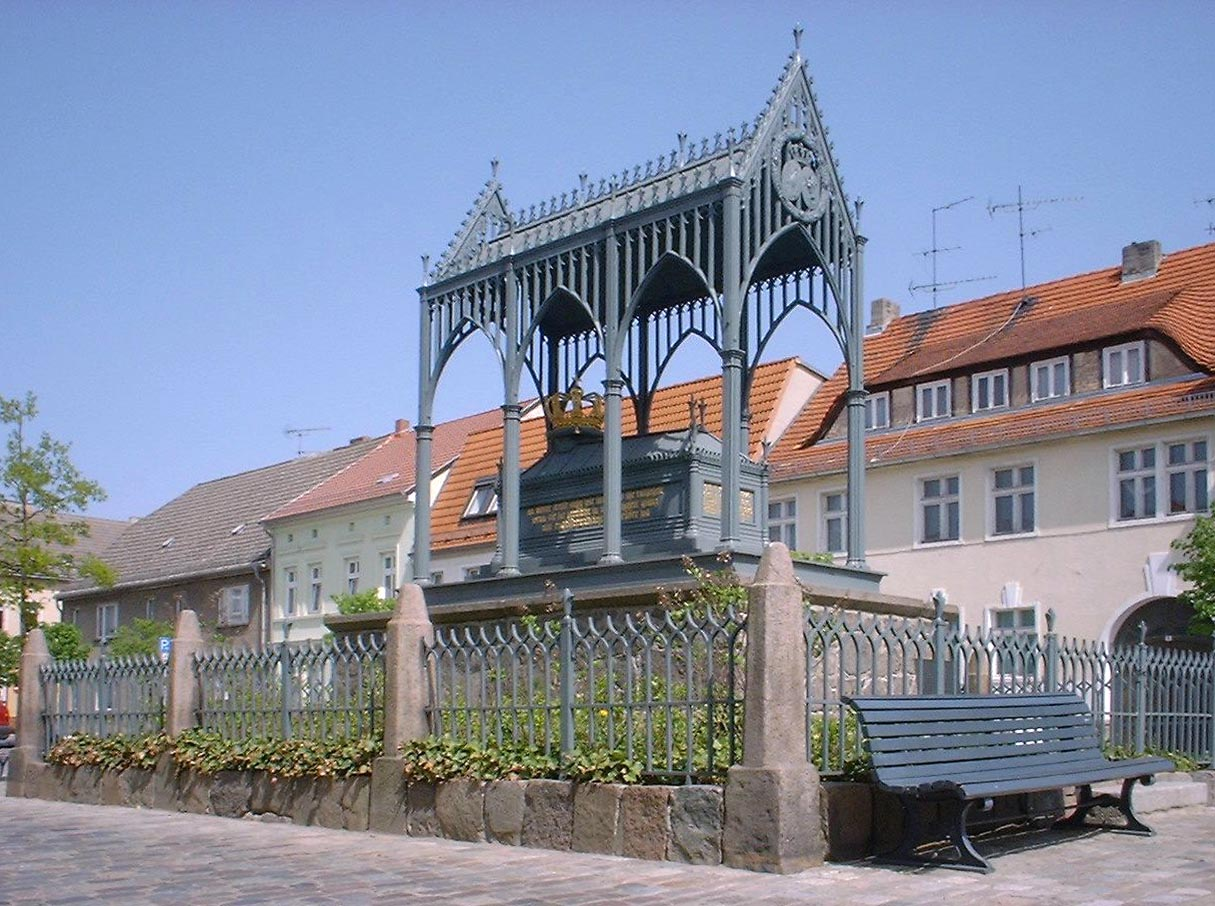
Das Luisendenkmal 2003

Das Luisendenkmal in Gransee ist ein von dem preußischen Architekten Karl Friedrich Schinkel entworfenes Denkmal, das an die Aufbahrung der Königin Luise im Jahre 1810 in der Stadt Gransee erinnern soll. 

## Geschichte

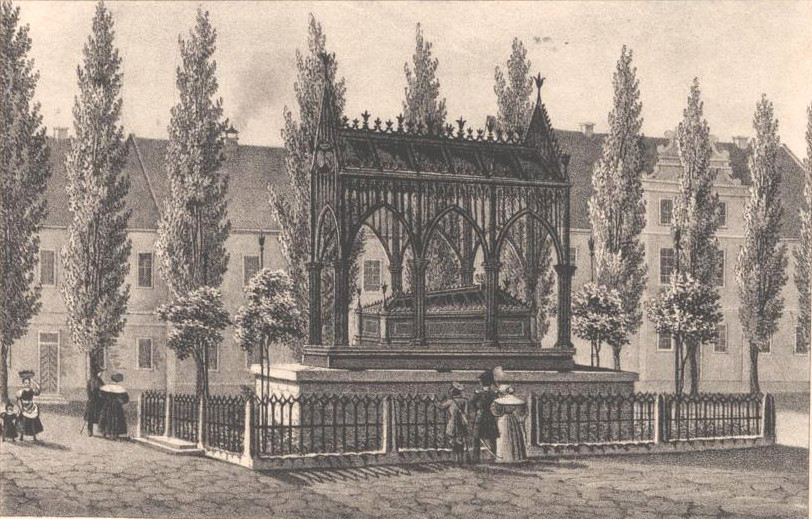
Lithographie von Heinrich Wilhelm Teichgräber, 1839

Luise von Mecklenburg-Strelitz starb am 19. Juli 1810 auf Schloss Hohenzieritz 34-jährig und sollte in Charlottenburg endgültig beigesetzt werden, wobei Sympathiekundgebungen der Bevölkerung die Überführung der vom Volk geliebten Königin Luise begleiteten. In der Nacht vom 25. auf den 26. Juli 1810 wurde Luises Sarg auf dem damaligen Marktplatz, dem heutigen Schinkelplatz der Stadt Gransee unter großer Anteilnahme der Bevölkerung aufgebahrt. Bald danach beantragte die Granseer Bürgerschaft beim König Friedrich Wilhelm III. die Erlaubnis ein Denkmal für das denkwürde Ereignis errichten zu dürfen. Der König stimmte zu, aber öffentliche Gelder wurden nicht bewilligt. Unter der Federführung des Landrats des Ruppinschen Kreises, Friedrich Christian Ludwig Emil von Zieten, begann eine erfolgreiche Spendensammlung, die 2.000 Taler einbrachte. Ziethen hatte Kontakte zur Königlichen Preußischen Eisengießerei in Berlin, die ihn vermutlich an Schinkel vermittelte. Schinkels eingereichter Entwurf für ein gusseisernes Denkmal wurde vom König genehmigt und am 19. Oktober 1811 eingeweiht.

## Beschreibung des Denkmals
Theodor Fontane widmete dem Granseer Luisendenkmal ein umfangreiches Kapitel in seinen Wanderungen und beschreibt es genau: 
Dies Denkmal nun, dessen Beschreibung wir uns in nachstehendem zuwenden, besteht aus einem Fundament und einem sockelartigen Aufbau von Stein, auf dem ein Sarg ruht. Über diesem Sarg, in Form eines Tabernakels, erhebt sich ein säulengetragener Baldachin. Die Verhältnisse des ganzen sind: 23 Fuß Höhe bei 13 Fuß Länge und 6 Fuß Breite. Der Sarg, in Form einer Langkiste mit zugeschrägtem Deckel, hat seine natürliche Größe; zu Häupten ruht eine vergoldete Krone; an den vier Ecken wachsen vier Lotosblumen empor. Die Inschriften am Kopf- und Fußende lauten wie folgt: Dem „Andenken der Königin Luise Auguste Wilhelmine Amalie von Preußen.“ – „Geb. den 10. März 1776, gest. den 19. Julius 1810. Nachts den 25. Julius stand ihre Leiche hier.“ Die Inschriften zu beiden Seiten des Sockels sind folgende. Links: „An dieser Stelle sahen wir jauchzend ihr entgegen, wenn sie, die herrliche, in milder Hoheit Glanz mit Engelfreudigkeit vorüberzog.“ Rechts: „An dieser Stelle hier, ach, flossen unsre Thränen, als wir dem stummen Zuge betäubt entgegen sahen; o Jammer, sie ist hin.“

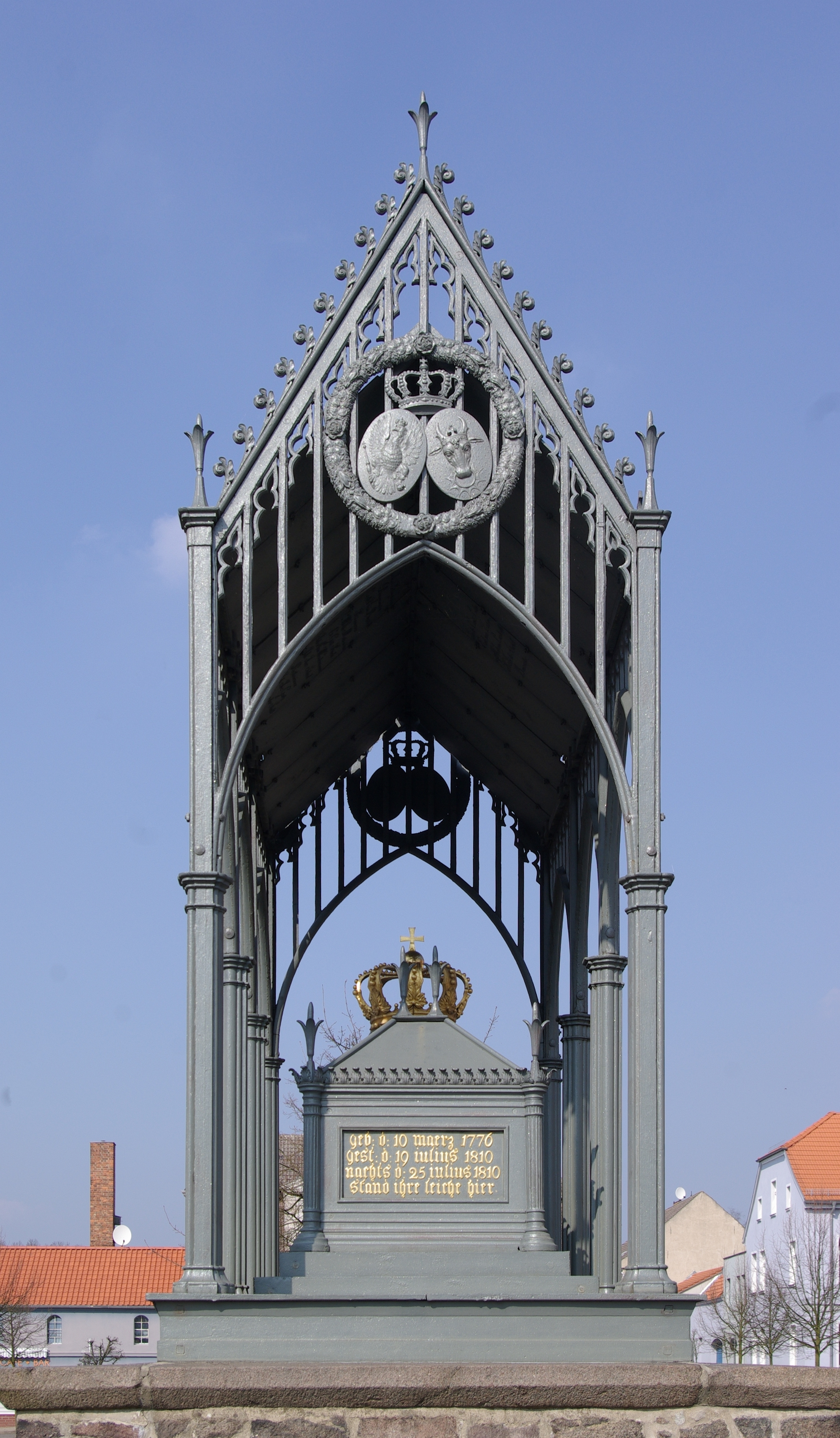
Inschrift an der Stirnseite des Sarkophags

Die weiteren Inschriften, die der Gesamtbau trägt, befinden sich teils am Fundament, teils an der Innenseite jener großen Eisenplatten, die das Schrägdach des Baldachins bilden. Am Fundament steht: „Von den Bewohnern der Stadt Gransee, der Grafschaft Ruppin und der Priegnitz.“ Die großen Eisenplatten enthalten nur ein Namensverzeichnis und zwar die Namen derjenigen, die sich um die Errichtung dieses Denkmals besonders verdient gemacht haben. Es sind: Joh. Friedrich Klagemann, Bürgermeister; Karl Heinrich Borstell, Kämmerer; Karl Wilhelm Metzenthin, E. Gottfried Koch, Joh. Andreas Werdermann, Johann Jakob Scheel, Ratsmänner; Johann Jakob Gentz, Vorsteher der Stadtverordneten; Friedrich Christian Ludwig Emil von Zieten auf Wustrau, Landrat; Karl Friedrich Schinkel, Baumeister.

## Künstlerische Bewertung
Das Denkmal erfreute sich durch alle Zeiten hindurch großer Beliebtheit im Volk, so dass es immer instand gehalten wurde. Im Grunde genommen stellt Schinkel in seinem Werk nur die historische Situation aus dem Jahre 1810 nach, eine eher simple Idee. Aber nicht der aus bearbeiteten Findlingen zusammengefügte Granitsockel, der nachgebildete Sarg oder die gusseiserne Krone sind das Wichtige dieses Ensembles, sondern es ist vielmehr der überaus filigrane, gotisch anmutende Baldachin, der an die Umrisse mittelalterlicher Reliquienschreine erinnert und zum Ausdrucksträger der Erinnerung an die tote Königin wird. Er soll an ihr Wesen erinnern: Das Eisen als Symbol für ihre Stärke und ihren Patriotismus im Kampf Preußens gegen Napoleon Bonaparte, die filigranen Formen aber an ihre Zartheit und Reinheit. Schinkels Denkmal hat also in seiner Transzendenz, die zu erinnernde Person von der Eingeschlossenheit im massiven Sarkophag zur luftigen Höhe des Baldachins zu erhöhen ein geniales Werk geschaffen.